# 李昕岳
李昕岳（英語：Sienna Li，1990年3月16日—），北京人，毕业于天津工业大学，中国大陆女演员、模特兒、主持人。

## 生平
1990年，李昕岳出生在北京市。她毕业于天津工业大学服装设计与表演专业。2008年，获第九届CCTV模特大赛冠军受到关注，之后转型当主持人，曾主持旅游卫视《第一时尚》、《城市惠生活》、光线传媒《生活魔法师》。

## 作品

### 电影
| 年份 | 中文名           | 角色   | 备注 |
| ---- | ---------------- | ------ | ---- |
| 2012 | 《幸福迷途》     | 萧文   |      |
| 2012 | 《爱情三剑客》   | 东雅   |      |
| 2013 | 《笔仙2》        | 雨菲   |      |
| 2014 | 《我的罗马假日》 | 赫本   |      |
| 2014 | 《林中小屋》     | 娜娜   |      |
| 2018 | 《L風暴》        | 招美欣 |      |
| 2021 | 《G風暴》        | 初沐   |      |

### 电视剧
| 年份 | 中文名             | 角色      | 备注 |
| ---- | ------------------ | --------- | ---- |
| 2011 | 《摩登新人类》     | 冰冰      |      |
| 2012 | 《落跑甜心》       | 杜鹃      |      |
| 2013 | 《》               | 林宛如    | 網劇 |
| 2014 | 《整垮前男友》     | 白茧儿    | 網劇 |
| 2015 | 《面包树上的女人》 | 乐姬      |      |
| 2015 | 《寻找北极光》     | 隋辛      |      |
| 2017 | 《人民的名义》     | 张宝宝    |      |
| 2019 | 《热搜女王》       | 归宓      | 網劇 |
| 2019 | 《梦在海这边》     | 何婭      |      |
| 2020 | 《哪吒降妖記》     | 玉纖/蛇姬 |      |

### 电视节目
- 旅游卫视《第一时尚》、《城市惠生活》
- 光线传媒《生活魔法师》